# Anthony Bancarel
Anthony Bancarel (Millau, 15 maggio 1971) è un ex calciatore francese, di ruolo attaccante.

## Palmarès

### Club

#### Competizioni nazionali
- Campionato francese di seconda divisione: 1

Tolosa: 2002-2003

#### Competizioni internazionali
- Coppa Intertoto UEFA: 1

Bordeaux: 1995